# ノーマン・スコット (駆逐艦)
ノーマン・スコット (USS Norman Scott, DD-690) は、アメリカ海軍の駆逐艦。フレッチャー級駆逐艦の1隻。
艦名は、1942年11月13日に起こった第三次ソロモン海戦で戦死して名誉勲章を没後授与されたノーマン・スコット少将にちなむ。

## 艦歴
「ノーマン・スコット」はメイン州バスのバス鉄工所社で1943年4月26日に起工し、8月28日にスコット少将夫人によって進水。艦長セイモア・D・オーエンス中佐の指揮の下1943年11月5日に就役する。
就役後、「ノーマン・スコット」は重巡洋艦「キャンベラ (USS Canberra, CA-70) 」を護衛して1944年1月14日にボストンを出港し、2月1日に真珠湾に到着。護衛空母「ガンビア・ベイ (USS Gambier Bay, CVE-73) 」の護衛役となり、クェゼリンの戦いのあとにアメリカ艦隊の前進根拠地となったマジュロとの間を往復した。
6月に入り、「ノーマン・スコット」は来るマリアナ・パラオ諸島の戦いに備えて真珠湾に戻り、6月15日からのサイパンの戦いでは戦艦主体の火力支援部隊の護衛に任じつつ、自らも火力支援を行った。
続くテニアンの戦いにも加わるが、ここで手痛い損害を受ける。テニアンへの上陸作戦当日の7月24日、「ノーマン・スコット」は戦艦「コロラド (USS Colorado, BB-45) 」などとともに火力支援に従事中、日本軍の反撃を受けて6発被弾。うち艦橋部に3発、前部煙突、魚雷発射管および5番5インチ砲に1発ずつ命中し、オーエンス艦長以下22名が戦死して67名が負傷した。「ノーマン・スコット」はサイパン島に回航の上で応急修理を受け、真珠湾、メア・アイランド海軍造船所と後送されて修理が行われ、10月21日に完了した。
修理完了後、新しい乗組員を乗せた「ノーマン・スコット」はハワイ水域で訓練を行い、マヌス島に回航ののち輸送船を護衛して1945年2月9日にフィリピン水域に到着した。任務完了後はマーク・ミッチャー中将の第58任務部隊に加わり、硫黄島の戦いおよび沖縄戦の支援に従事。戦争最末期、ノーマン・スコットはジョン・S・マケイン・シニア中将の第38任務部隊に入り、アーサー・W・ラドフォード少将率いる第38.4任務群に属する。7月15日、室蘭への艦砲射撃を行うオスカー・C・バジャー2世少将の第34.8.2任務隊に選ばれ、戦艦「アイオワ (USS Iowa, BB-61) 」「ミズーリ (USS Missouri, BB-63) 」および「ウィスコンシン (USS Wisconsin, BB-64) 」の護衛役の一隻となった。
戦争終結後、「ノーマン・スコット」は横須賀鎮守府地区の占領を支援したのち沖縄に下がり、西海岸に回航後ワシントン州タコマで海軍記念日（10月27日）を迎えた。サンフランシスコに移ったあと、1946年4月30日にサンディエゴで退役し、1947年からはメア・アイランドに係留された。そのまま現役に復することなく1973年4月15日に除籍され、同じ年の12月3日にアメリカン・シップ・ディスマントリング・コーポレーションにスクラップとして売却された。